# 蔚県
蔚県（うつ-けん）は中華人民共和国河北省張家口市に位置する県。

## 歴史
蔚県は古代には代と呼ばれた。戦国時代には代王城が置かれ、趙の一部であった。秦・漢・三国時代には代県は代郡の郡治（郡役所）であった。五胡十六国の時代には鮮卑拓跋部がこの地に代国を築いた。南北朝の際は蔚州の一部となった。
724年（開元12年）、唐朝により安辺県が設置された。742年（天宝元年）には安辺郡の郡治とされた。757年（至徳2載）には興唐県と改称され、興唐郡郡治とされている。
五代十国時代になると頻繁な名称変更が行われ、後梁では隆化県、後唐では安辺県、後晋では霊仙県と改称された。
1371年（洪武4年）、明朝は霊仙県を廃止、蔚州に改編している。1913年（民国2年）、中華民国による州制廃止に伴い蔚県と改称され現在に至る。

## 行政区画
- 鎮:蔚州鎮、代王城鎮、西合営鎮、吉家荘鎮、白楽鎮、暖泉鎮、南留荘鎮、北水泉鎮、桃花鎮、陽眷鎮、宋家荘鎮
- 郷:下宮村郷、南楊荘郷、柏樹郷、常寧郷、湧泉荘郷、楊荘窠郷、南嶺荘郷、陳家窪郷、黄梅郷、白草村郷、草溝堡郷